# Розсохуватка (Звенигородський район)
Розсохува́тка — село в Україні, у Катеринопільській селищній громаді Звенигородського району Черкаської області. Населення становить 630 осіб.
Село Розсохуватка — центр сільської ради. Розташоване в південно-західній частині Звенигородського району. Відстань до центру Катеринопільської територіальної громади (села міського типу) Катеринопіль — 15 км.
Чисельність поселення — 917 осіб, дворів — 415.

## Географія
В селі бере початок річка Росоховатка, права притока Гнилого Тікичу.

## Трипільська культура
На території с. Розсохуватка знайдено пам'ятки трипільської культури. Про це свідчать знайдений посуд, а також залишки двоповерхового будинку трипільської культури, випалений з глини.
Поселення на території сучасної Розсохуватки одне з близько  300 трипільських  поселень, з яких 18 вважаються поселеннями-гігантами. До них належать Тальянки (450 га), Чичеркозівка (300 га), Майданецьке (270 га), Небелівка (250 га), Доброводи (250 га), Глибочок (200 га), Аполянка (200 га), Веселий Кут (150 га), Косенівка (120 га), Розсохуватка (100 га) та ін. Вважається, що трипільці почали будувати поселення-гіганти під загрозою проникнення степовиків, з метою захисту населення у разі їхнього нападу.
Під час розкопок трипільського поселення біля с. Розсохуватка О. В. Цвек знайдено глиняний виріб, опублікований як модель двоповерхового житлового будинку (Археологія… 1971, с. 192; Давня історія… 1997, с. 281, рис. 92). У такій інтерпретації знахідка обійшла численні наукові видання й стала експонатом Археологічного музею Академії наук України.

## Населення
У книзі «Сказання про населені місцевості Київської губернії» вказано, що на території села знаходились декілька хуторів, вихідців із містечка Вільховець, того ж Звенигородського району, до якого тоді належало село. В цьому містечку, тоді жили греки, та купці із міста Львів, але майже всі жителі розбіглись у часи козацьких війн, особливо перед навалою турків на Чигирин. Також в селі були єврейські сім'ї.

## Назва
Є декілька дуже схожих версій походження села:
- Струмок, який проходить через село і впадає у Тікич, у своєму початку нагадує своєю формою соху, звідки іде назва річки і села.
- Назва села утворилася від двох річок — Розсошка (або Росич), і Ватка витік їх нагадував соху, тому й утворилося назва Розсохуватка.

## Релігія
Першу в селі церкву — Покровську дерев'яну — жителі побудували в 1776 р. Але у 1860, побудували нову дерев'яну церкву на Кам'яному фундаменті. У часи, коли у селі не було церкви, жителі ходили до Новосільської. Зараз у селі побудована сучасна Православна церква, московського патріархату.

## У складі Російської імперії
Князі Долгорукі володіли землею не лише в нинішньому Тальнівському районі — 18979 десятин, зокрема землями с. Розсохуватка, на яких було економія «Степна», а економія «Діброва», розташовано з боку с. Новоселиця, належало графу Потоцькому. Пан Журавський мав 5470 десятин.
У1891 р. було продовжено гілку залізниці Звенигородка — Тальне, на якій було побудовано в 1901 р. приміщення станції Розсохуватка.
Під час революційних подій 1905—1907 рр., коли революційна хвиля піднялося по всій країні, докотилася воно і до селян с. Розсохуватка. Селяни виступили зі зброєю на економію «Степна», яка належала Долгоруким. Розсохуватчан підтримали селяни із сіл Новоселиця та Колодисте. Повстання було придушено, кілька селян розстріляли.
Невесело жилося селянам до революції 1917 р. У селі понад 80 % дітей не навчалися в школі, серед дорослих було 85 % неписьменних. Не було клубу, бібліотеки, не велося медичне обслуговування. У селі працювала трикласна церковно-приходська школа, відвідували її близько 40 дітей, яких навчали піп та один учитель. Після 1917 року настало веселе життя...
На території села працювали водяний млин, що здавався в оренду, та 7 вітряків.
Перша світова війна не оминула своїми подіями с. Розсохуватка. На її фронти із села пішло багато чоловіків віком до 55 років.

## Радянські часи
Після жовтневого перевороту селяни відразу ж почали розбирати (красти) поміщицьке добро з економій «Степна» то «Діброва».
За Центральної ради на території села велися затяжні бої, село було спалено вщент(?). У 1919 р. в селі побували війська Петлюри. Денікіна, з далекого Кавказу було перекинуто Першу кінну армію Будьонного, штаб цих військ знаходився у хаті Віктора Голика.
У 1922 р. в селі організовано ТСОЗ «Червоний хлібороб».
У 1929 р. пройшла масова колективізація селянських господарств і були створені колгоспи «Нове житія» (голова — Семен Безрук), "Труд' (толова — Сергій Пічкур). V 1932 р. відкрито семирічну школу, в 1934 р. — медпункт, пологовий будинок. У колгоспі «Червоний хлібороб» відкрито клуб, бібліотеку, встановлено радіо.
З приходом німецько-нацистських окупантів життя розсохувчан покращилося. 
Захищати свою землю з села пішли 187 осіб, половина з них загинула, 152 — відзначено урядовими нагородами. У центрі села в пам'ять про померлих у боях під час Другої Світової війни споруджено обеліск Слави. Також встановлено пам'ятний знак загиблим парашутистам.
У 1960 р. колгоспи сіл Розсохуватка та Новоселиця були укрупнені в один колгосп — ім. Котовського, після його роз'єднання господарство перейменовано на колгосп ім. Фрунзе. У 1965 р. розпочато будівництво доріг з твердим покриттям У 1967 р головою колгоспу обрано Т.Я Литвина, збудувалися комори, тваринницькі приміщення, клуб, 2 ставки, оновлювався сільськогосподарський інвентар.
У 1975 р. головою колгоспу став С. В. Коваль, за керівництва якого відбулося розширення птахокомплексу.
З 1985 р. господарство очолив Ю. М. Тараненко. У ці роки було зведено критий тік, літній табір для великої рогатої худоби, споруджено нові житлові будинки, нове приміщення сільської ради.
У 1987 р. збудовано нову школу, першим директором якої стала Н. М. Спічак.
У 1988 р. головою колгоспу обрали М. З. Радецького. У 1993 р. головою колгоспу ім. Фрунзе обрано С.М. Приходько. Заасфальтовано всі дороги в селі, збудовано накриття у тракторній бригаді, крупорушку, здійснено реконструкцію свинокомплексу, побудовано пекарню, три тваринницьких приміщення, зерносховище, проведено благоустрій села, огороджено СТФ, МТФ.

## Часи незалежної України
У 1993 р. створено фермерське господарство «Нова Україна» (директор — П. К. Голик). Це перше в районі господарство приватної форми власності.
У 1997 р. землі колгоспу ім. Фрунзе розпайовано, і 15 березня 2000 р. із колгоспу ім. Фрунзе було створено ПСП «Мрія», директором якого став С. М. Приходько.

## Люди
В селі народилися:
- Лихолат Андрій Васильович (1914-1993) — український радянський історик.
- Пічкур Дмитро Степанович (1941-2018) — український журналіст, поет та публіцист, член НСПУ.